# Lyulka AL-5
O Lyulka AL-5 foi um motor turbojato soviético com compressor axial, desenvolvido a partir do Lyulka TR-3 em meados de 1950. Foi testado em voo em alguns protótipos de aeronaves, mas não foi aceito para produção.

## Projeto e desenvolvimento
O Lyulka TR-3A foi redesignado como AL-5 como honra a Arkhip Lyulka em 1950. Foi um turbojato de eixo único, com um compressor axial de sete estágios. Tinha uma câmara de combustão anular com 24 bicos e uma turbina de estágio único. Tinha um exaustor fixo e uma unidade de partida na turbina.
Foi utilizado no Mikoyan-Gurevich I-350, mas apagou em voo quando reduzido, no primeiro voo da aeronave em 16 de junho de 1951. Foi também utilizado no Lavotchkin La-190 em 1951, mas sofreu com problemas similares. O AL-5 foi modificado no AL-5G em uma tentativa de retificar o problema de apagamento em voo, que também aumentou seu empuxo em 2 kN, voando com sucesso no protótipo do bombardeiro Ilyushin Il-46 em 1952, mas não foi colocado em produção quando o Tupolev Tu-16 foi colocado em produção em lugar do Il-46.